# ベンツが欲しい
「ベンツが欲しい」（ベンツがほしい、Mercedes Benz）は、歌手のジャニス・ジョプリンが、詩人であるマイケル・マクルーア (Michael McClure) とボブ・ニューワース (Bob Neuwirth) とともに書いたア・カペラの歌である。彼女が急死する数日前に最初に録音され、遺作となったアルバム『パール』（1971年）に収録された。

## 解説
ジョプリンは1970年9月に2作目のソロ・アルバムの録音を開始した。この曲は10月1日に一発録りで録音された、同日にはジョン・レノンのために歌われた少々騒々しい「ハッピーバースデートゥーユー」の断片なども録音された。彼女は3日後の10月4日に急死したので、この日の録音は彼女の生前最後のものとなった。

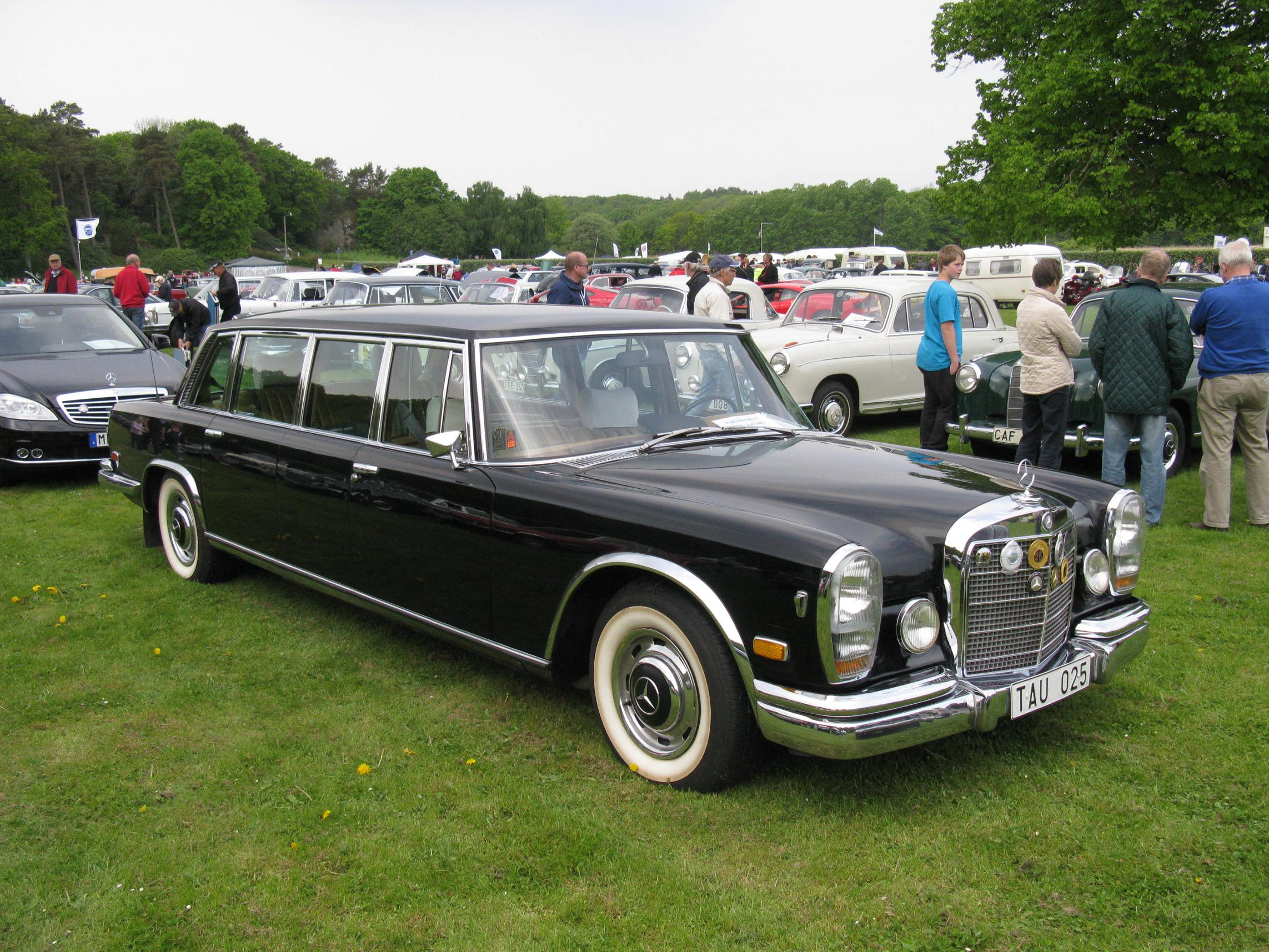
メルセデス・ベンツ 600

歌の中で、歌い手は「主」に呼びかけて、メルセデス・ベンツや、カラーテレビを買ってちょうだい、「街で一晩パーっとやらせて」とねだる。ボビー・ウーマックによれば、ジョプリンがこの歌詞を着想したのは、ウーマックと一緒にメルセデス・ベンツ600でドライブしたことがきっかけだったという。
原題は「Mercedes Benz」であるが、実際の自動車のブランド名は「Mercedes-Benz」とハイフンを使っている。歌詞の中で言及されている『Dialing for Dollars』は、メディアフランチャイズ形式のローカル・テレビ番組で、賞金を得るためには番組を見なければならない仕組みになっていた。この歌は、ヒッピー全盛期における、消費主義の拒絶を歌ったものと考えられている。
この曲は、1971年に発表された遺作『パール』の収録曲として発表された。また同アルバムからの2作目のシングル『クライ・ベイビー』のB面に収録された。2003年、ジョプリンの録音をリミックスし、ビートとバックグラウンドのメロディを加えたバージョンが作られ、彼女のベスト・アルバムに収録された。

## おもなカバー・バージョン
- 1971年：エルトン・ジョンは、アメリカ・ツアーの間、短期間だけこの曲をカバーした。
- 1970年代はじめ：Dave Clark & Friends（デイヴ・クラーク・ファイヴ解散後に再編・改名されたグループ）が、この曲を吹き込んだが、リリースされず、2010年までお蔵入りとなった。
- 1972年：Goose Creek Symphony がカバーし、彼らにとって最も知られた曲となった。
- 1976年：イギリスのフォーク・グループ Swan Arcade がカバー。
- 1980年：ドイツのシンガー＝ソングライタークラウス・ラーゲ (Klaus Lage) がドイツ語で録音。
- 1990年：アメリカ合衆国のブルース奏者タジ・マハールが、アルバム『Blue Light Boogie』にカバーを収録。
- 1992年：フランス系カナダ人のポップ歌手ミツ (Mitsou) が、ダンス・ポップのバージョンを録音し、EP『Heading West』に収録。
- 1994年：Bob Rivers が、「Honda Accord」と題したパロディを発表。
- 1994年：オランダのポップ/ダンス・バンド T-Spoon がカバーを制作。
- 1996年：コンクリート・ブロンド (Concrete Blonde) のコンピレーション・アルバム『 Recollection: The Best of Concrete Blonde』にライブ・カバー・バージョンが収録された。
- 1997年：イタリアのポップ/ダンス歌手スパーニャ (Spagna) がカバーを制作し、アルバム『Indivisibili』に隠しトラックとして収録した。
- 1998年：元ガンズ・アンド・ローゼズのリズム・ギターだったギルビー・クラークが、アルバム『Rubber』にこの曲を収録した。
- 1999年： フィンランドのコメディ・グループ、エラケライセット (Eläkeläiset) のEP『Humppaorgiat』に収録された「KELA」と題されたカバーでは、フィンランド語で、モペッドや短機関銃、ダッチワイフ、薬の詰まったキャビネット、その他「諸々本当にすごいもの」が欲しい、と社会保険庁 (KELA) に求める歌詞になっている。
- 1999年：日本のアダルト・ビデオのスター沢口みきは、この曲のカバーをアルバム『私の胸でおねむりなさい』に収録した。
- 2000年：オーストリアの Hubert von Goisern が改作したバージョンがアルバム『'Fön』に収録された。
- 2001年：歌詞の一部が、オペラ『Jeppe: The Cruel Comedy』に流用された。
- 2006年：P!NKが、ツアー「I'm Not Dead Tour」でこの曲をカバーした。
- 2009年：Kendel Carson がカバーし、アルバム『Alright Dynamite』に収録した。
- 2010年：イギリスのフォーク歌手ジョン・ボーデン (Jon Boden) が『A Folk Song A Day』プロジェクトの一環としてこの曲をカバーした。
- 2010年：アメリカ合衆国のバンド Jackyl によるカバーが、アルバム『When Moonshine and Dynamite Collide』に収録された。
- 2011年：フランスの歌手シメーヌ・バディ (Chimène Badi) によるカバーが、アルバム『Gospel & Soul』に収録された。
- 2011年：アメリカ合衆国のヒッピホップ・アーティスト G-Eazy は、この曲をサンプリングして「Mercedes Benz (The American Dream)」を制作した。
- 2012年：ウクライナ語に訳された歌詞によるカバーが、シンガーソングライターのユーリー・ヴェレス (Верес Юрій) のアルバム『60/70』に収録された。

## 大衆文化の中で
この歌は、自動車の広告に何回も使われている。メルセデス・ベンツは、1995年以来、テレビ広告でこの曲を使っている。2007年には、新たな広告が作成され、2011年2月6日には、スーパーボウルの際の広告として新作が放映された。この他にも、BMW・Z3のコマーシャルで、カセットテープでこの歌を流しながら走っているドライバーが歌詞にメルセデス・ベンツが出てきたところで不機嫌になり、ポルシェが出てきたところでついにそのテープを車外に投げ捨てる、というものがある。
ピアニストのグレン・グールドは、1977年にカナダ放送協会 (CBC) のために制作したラジオドキュメンタリー番組の第3回と最終回で、この歌を多用した。『大地の静かな人々 (The Quiet In The Land)』と題されたこのドキュメンタリーは、グールドのいわゆる「孤独三部作 (Solitude Trilogy)」のひとつである。
この歌は、ドイツ映画『バーダー・マインホフ 理想の果てに (Der Baader Meinhof Komplex)』（2008年）の冒頭の場面で流される。
2011年、イギリスの音楽/ライフスタイル雑誌『BLAG』の企画で、シンガーソングライターのエステル、ラッパーでプロデューサーのデヴィッド・バナー、ミュージシャンのデイリー (Daley) が、ジョプリンの「ベンツが欲しい」に触発された新しい歌「Benz」を作曲した。